# Ogul Qaimish
Ogul Qaimish (* vor 1216; † 1251) war die Hauptfrau Güyük Khans, der nach seinem Tod 1248 die Regentschaft über das Mongolische Reich übertragen wurde. Sie war eine Nachfahrin des Stammes der Merkiten oder der Oiraten.
Sie wurde Güyük als Ehefrau übergeben, nachdem Dschingis Khan 1216–1219 die Rebellion ihres Klans niederschlug. Ogul Qaimish hatte zwei Söhne, Khoja und Naqu. Als ihr Ehemann in Turkestan starb, brachte sie seine Horde als Apanage zu Ögedei Khan am Fluss Emin He. Güyüks Hauptbeamte Chinqai, Qadaq und Bala halfen Ogul bei der Regierungsarbeit. Es mangelte ihr an den politischen Fähigkeiten ihrer Schwiegermutter Töregene, und sie verbrachte ihre Zeit bei den mongolischen Schamanen. Ihre Söhne und Ögedeis Enkel Shiremun versuchten zwar selbst, Ansprüche auf den Thron zu erheben, doch Ogul wurde durch den Herrscher des Tschagatai-Khanats, Yesü Möngke, unterstützt.
Vor oder während Oguls Herrschaft schickte Eljigidei, einer der Generäle ihres Ehemannes, Botschafter zu Ludwig IX. von Frankreich, um ihm eine Allianz gegen die Muslime anzubieten. Ludwig schickte daraufhin seine Botschafter, angeführt von André de Longjumeau zu den Mongolen, doch nachdem Ogul sie im Jurtenlager beim Alaköl-See empfing, schickte sie sie mit Geschenken und Briefen zurück, in denen sie die Forderung an Ludwig nach Unterwerfung verkündete.
1249 veranstaltete Batu Khan ein Kurultai, bei dem Möngke als möglicher Großkhan ins Spiel gebracht wurde. Ogul lehnte Batus Einladung ab und schickte stattdessen Bala  zu der Versammlung mit der Forderung, dass Shiremun oder ein anderes Mitglieder der Ögedei-Familie zum Khan gewählt werden sollte. Bei einem von den Söhnen Toluids und der Goldenen Horde einberufenen zweiten Kurultai 1251 beim Fluss Cherlen, bei dem Möngke offiziell zum Großkhan ernannt wurde, lehnte es Ogul ebenfalls ab, zu erscheinen. Die meisten der Söhne Ögedeis und Tschagatais unterstützten sie dabei.
Nachdem ihr Widersacher Möngke 1251 gewählt wurde, versuchten Oguls Söhne und Shiremun ihn zu stürzen. Als die Verschwörung aufgedeckt wurde, wurde Khoja zur südchinesischen Front verbannt, und Shiremun wurde hingerichtet. Ogul und Shiremuns Mutter Qadaqach wurden zum Hof des Khans berufen und verhaftet. Ogul wurde gefoltert und hingerichtet, indem sie in Filz eingewickelt und in einen Fluss geworfen wurde.